# ویتنهاگن
ویتنهاگن (به آلمانی: Wittenhagen) یک شهر در آلمان است که در فرپومرن-روگن واقع شده‌است. ویتنهاگن ۱٬۲۵۹ نفر جمعیت دارد.